# E931号線
E931号線 (E931ごうせん、英: European route E931) は、欧州自動車道路のBクラス幹線道路。全線がイタリア共和国シチリア島内にあり、マツァーラ・デル・ヴァッロとジェーラを結ぶ。

## 経路

### 経過する主要都市
- イタリア
  - E90号線 – マツァーラ・デル・ヴァッロ
  - E90号線 – カステルヴェトラーノ
  - E45号線 – ジェーラ